# Plano (Kentucky)
Plano – jednostka osadnicza w Stanach Zjednoczonych, w stanie Kentucky, w hrabstwie Warren.